# Plan-relief de Strasbourg
Le plan-relief de Strasbourg est une maquette en trois dimensions de la ville de Strasbourg et de la campagne environnante, réalisée entre 1725 et 1728 par Ladevèze pour Louis XV.

## Historique
Ce plan-relief est commandé en 1725 par Louis XV pour remplacer dans la Galerie des Plans-reliefs du Louvre un précédent plan du même type réalisé vers 1688, qui est alors devenu obsolète en raison des nombreuses modifications des fortifications de Kehl et du Rhin. La commande est confiée à un spécialiste, Ladevèze, ingénieur du roi, dont il s’agit du dixième et dernier plan. Pour réaliser le plan, Ladevèze se rend à Strasbourg, où il se trouve en 1727. L’exécution semble avoir pris du retard, Louvois demandant le 19 mars 1727 à Ladevèze de terminer au plus vite son travail, qu’il livre en 1728.
Le plan reste au Louvre jusqu’en 1783, date à laquelle il est transféré aux Invalides, où il fait l’objet d’une restauration. Pillé, à l’instar d’autres plans, par les Prussiens en 1815, il est exposé à l’Arsenal de Berlin jusqu’en 1817, puis remisé dans une caserne avant de retourner à l’Arsenal vers 1846. Il est réclamé à la fin du XIXe siècle par la Ville de Strasbourg, qui obtient satisfaction en 1902, essentiellement parce que Guillaume II souhaite se débarrasser de ces plans encombrants pour laisser la place à ses collections d’armes.
Une fois à Strasbourg, le plan fait l’objet d’une restauration entre 1902 et 1914 et est exposé au Palais Rohan, avant d’être transféré au Musée historique en 1922. Après avoir été mis à l’abri dans la crypte de la cathédrale pendant la Seconde Guerre mondiale, il fait son retour au musée en 1946, où il reste exposé jusqu’à la fermeture de celui-ci pour d’importants travaux en 1987. Pendant cette période, il fait l’objet d’une longue restauration entre 2005 et 2007, qui est également l’occasion d’en réaliser l’étude détaillée. La fin de la restauration coïncide avec la réouverture du musée en 2007, où il demeure en exposition permanente dans une salle spéciale.

## Description
Le plan-relief est composé d’un total de vingt-trois éléments s’emboîtant pour former un ensemble de 12 × 6 m, soit une surface d’environ 72 m2. La majeure partie du plan est au 1/600e, mais certains bâtiments majeurs, comme la cathédrale, sont mis en exergue par une échelle plus proche du 1/500e. 
La structure des éléments, dont la taille est variable, est réalisée en planches de résineux assemblées avec un système de tenons et mortaises. Ces planches constituent une table sur laquelle est clouée un cartonnage portant un tracé préparatoire. Les bâtiments et éléments de décor sont ensuite ajoutés en suivant ce tracé. Ceux-ci sont en bois, sur lequel sont collés du papier et du carton peints pour figurer les toitures, cheminées et façades ; les rues sont réalisées en papier sur lequel est dessiné ou imprimé un motif de pavage, les prairies avec la soie verte hachée et les arbres avec des fibres de soie arrangées sur du fil métallique. Le plan a fait l’objet de nombreuses restaurations, reprises et ajouts, dont beaucoup ne sont pas documentés, notamment sur les plans d’eau et la campagne.
À l’instar des autres plans de la collection, le plan-relief de Strasbourg représente la ville et ses fortifications, ainsi que les alentours à une distance correspondant à la portée des canons. La représentation inclut ainsi la citadelle de Kehl, construite par Vauban du temps de l’occupation française mais restituée au Saint-Empire par le traité de Ryswick en 1697 et pouvant servir de base à une attaque contre Strasbourg.

## Fiabilité de la représentation
Si les dispositions générales de la ville et de ses alentours sont probablement correctes, la question de l’exactitude du plan se pose à l’échelle des bâtiments. Cette question est d’autant plus forte que le plan a fait l’objet de nombreuses retouches et réparations de fortunes au fil du temps, menant parfois à des incohérences clairement visibles.
Les études comparatives menées avec les édifices encore existant montrent que le plan est globalement fiable dans sa restitution de la forme générale des bâtiments, le nombre d’ouvertures et d’oriels. Les toitures semblent en revanche plus souvent erronées, la forme des pignons et le nombre de lucarnes étant rarement conforme à la réalité.

## Présentation au public
À partir de 1922, le plan-relief est exposé au premier étage de l’aile Est du musée historique. Il est dans un premier temps simplement doté sur son pourtour d’une barrière métallique. Dans les années 1970, la muséographie est modifiée afin d’améliorer la conservation : l’éclairage de la salle est réduit, tandis que les barrières sont supprimées et remplacées par une mise à distance en bois stratifié afin mettre l’œuvre hors de portée des visiteurs.
La rénovation du musée entre 1987 et 2007 est l’occasion de reprendre la présentation du plan. La salle est fortement modifiée : l’étage supérieur est supprimé pour augmenter la hauteur de plafond, permettant l’installation d’un plafond suspendu fournissant l’éclairage par fibre optique. Le plan lui-même est placé dans une grande vitrine. 